# Tij Iginla
Tij Iginla, född 4 augusti 2006, är en kanadensisk-amerikansk professionell ishockeyspelare som spelar för Kelowna Rockets i WHL.